# Табор (Сежана)
Табор (словен. Tabor) — поселення в общині Сежана, Регіон Обално-крашка, Словенія. Висота над рівнем моря: 595,7 м.